# 篠田重晃
篠田 重晃（しのだ しげあき）（1955年 - 2013年1月22日）はかつて福岡県を中心に活動していた日本の予備校講師（英語）。

## 概要
1955年福岡県生まれ。福岡県立筑紫丘高等学校に入学したものの中退。その後、大学入学資格検定（いわゆる「大検」、現在の高等学校卒業程度認定試験のこと。）を経て東京大学に入学、及び同大学文学部卒業。やがて、河合塾英語科を代表する講師として活動し、その講師生活の中で同業の講師と共に「英文読解の透視図」や「全解説シリーズ」と言った学参を世に送り出していた。晩年は自身の障害と闘いながら車椅子での著述活動に専念していたが、2013年1月22日に死去した。
また、彼の名の元で「篠田重晃障がい者大学進学助成基金」が設立され、障がい者の大学受験生への支援が行われている。

## 交流関係
同じ河合塾講師(九州地区)であった瓜生豊とは「瓜生・篠田の全解説シリーズ」で長年桐原書店(ピアソン桐原)から共著者として出版活動を続けていた。

## 著作

### いいずな書店
- 英文法・語法 Vintage（共著・2010年9月20日）

### 桐原書店
ピアソン桐原のものも含む。
- Next Stage英文法・語法問題―入試英語頻出ポイント218の征服（2014年11月1日） - 事実上の絶筆。
- Next Stage英文法・語法問題Best Trainer―確かな実力を養成 （2012年3月）
- Next Stage 英文法・語法問題 3rd edition （2011年11月9日）
- 英語長文問題演習 完成編 (大学入試完全攻略講座) （2011年6月）
- Focus Finder 英文法・語法問題　大学入試攻略のための焦点189 （2011年3月2日）
- 英語長文問題演習 必修編―合格のための極意12 (大学入試完全攻略講座) （2010年11月）
- Next Stage Workbook Vol.5―Part4会話表現,Part5単語・語い （2009年11月）
- 英単語インストーラー1950 （2009年11月）
- New Frame650文法・語法・会話表現・イディオム （2009年11月）
- Next Stage Workbook Vol.4―Part3イディオム （2009年11月）
- Next Stage Workbook Vol.3―Part2語法 （2009年11月）
- Next Stage Workbook Vol.1―Part1文法(第1章-第9章) （2009年11月）
- 頻出英作文完全対策 (大学受験スーパーゼミ) （2007年12月）
- CDで覚えるNext Stage リピート英単語 （2007年4月）
- Next Stage英文法・語法問題実力養成トレーニング（2007年4月）
- Next Stage リピート英単語 （2006年12月15日）
- 全解説頻出英文法・語法問題1000 (大学受験スーパーゼミ)（2005年10月）
- 全演習英語精選問題700―文法・語法・イディオム・会話表現（2004年12月）
- CDで覚えるNext Stage(ネクステージ)―Next Stage(ネクステージ)英文法・語法問題（2004年12月）
- Next Stage英文法・語法問題―入試英語頻出ポイント215の征服（2004年11月）
- 実力判定英語ファイナルステップ (全演習)（2003年12月）
- NextStage英文法・語法問題―入試英語頻出ポイント205の征服（1999年11月）
- 全解説実力判定英文法ファイナル問題集―文法・語法・イディオム・会話表現の総仕上げ (標準編) (大学受験スーパーゼミ)（1998年9月）
- 頻出英語整序問題850 全解説（1998年7月）
- 全解説入試頻出英語標準問題1100―文法・語法・イディオム・会話表現の総整理 (大学受験スーパーゼミ)（1998年7月）
- 全解説英文法・語法問題1000 (大学受験スーパーゼミ)（1998年7月）
- 全解説頻出英熟語問題1000―基礎チェック問題100付 (大学受験スーパーゼミ)（1998年7月）
- 全演習英語標準問題1000―文法・語法・イディオム・会話表現（1997年3月）
- 全解説入試頻出英語標準問題1100 (大学受験スーパーゼミ)（1996年7月）
- 英文法・語法問題1100 (全演習)（1995年7月）
- 全解説頻出英語熟語問題 1000 (大学受験スーパーゼミ)（1994年6月）

### 河合出版
- 英単語2001 (共著)

### 研究社
- 英文読解の透視図 (共著)